# Thawte
Thawte [θɔːt] ist ein auf Internet-Sicherheit spezialisiertes Unternehmen mit Sitz in Kapstadt, Südafrika.
Das Unternehmen wurde 1995 von Mark Shuttleworth gegründet. Im Dezember 1999 wurde es von VeriSign gekauft. Die Übernahme gegen Aktien von VeriSign wurde im Januar 2000 abgeschlossen. Im Tagesgeschäft blieb Thawte laut eigenen Angaben unabhängig von VeriSign.

## Hauptgeschäftsfeld
Das Hauptgeschäftsfeld ist die Vergabe von digitalen Zertifikaten für verschiedene Zwecke als so genannte Zertifizierungsstelle (englisch Certification Authority, CA). Es werden Server-Zertifikate (SSL/TLS) für beispielsweise Web- oder E-Mail-Server ausgestellt. Thawte war laut eigenen Angaben das erste Unternehmen, das solche Zertifikate an Stellen außerhalb der USA ausgab.
Fast alle modernen E-Mail-Clients wie Outlook (Express) oder Thunderbird und Webbrowser wie Internet Explorer oder Opera führen diese CA als vertrauenswürdig in ihrer Zertifikatsdatenbank. Firefox hingegen nicht.

## Vertrauensnetzwerk
Thawte gab auch kostenlose E-Mail-Zertifikate ab, bei denen die Identität des Zertifikatsinhabers über ein Vertrauensnetzwerk von Freiwilligen geprüft wurde, ähnlich wie bei CAcert.org. Das Thawte-Vertrauensnetzwerk wurde jedoch am 16. November 2009 stillgelegt. Die freie Zertifizierungsstelle CAcert übernahm über ein spezielles Programm einen Großteil der Teilnehmer des Thawte-Vertrauensnetzwerkes.